# Liste des épisodes de Brandy et M. Moustache
 (janvier 2025).
Si vous disposez d'ouvrages ou d'articles de référence ou si vous connaissez des sites web de qualité traitant du thème abordé ici, merci de compléter l'article en donnant les références utiles à sa vérifiabilité et en les liant à la section « Notes et références ».
Brandy et M. Moustache (Brandy & Mr. Whiskers) est une série télévisée d'animation américaine créée par Russell Marcus. Elle est initialement diffusée du 21 août 2004 au 26 août 2006 sur Disney Channel aux États-Unis, et recense un total de 39 épisodes (de 77 segments) de 11 minutes.

## Périodicité
| Saison | Saison | Épisodes         | Date de diffusion  | Date de diffusion  | Sortie DVD | Sortie DVD | Sortie DVD | Sortie DVD |
| Saison | Saison | Épisodes         | Première diffusion | Dernière diffusion | Zone 1     | Zone 2     | Zone 4     |            |
| ------ | ------ | ---------------- | ------------------ | ------------------ | ---------- | ---------- | ---------- | ---------- |
|        | 1      | 21 (41 segments) | 21 août 2004       | 12 août 2005       | TBA        | TBA        | TBA        |            |
|        | 2      | 18 (36 segments) | 3 février 2006     | 25 août 2006       | TBA        | TBA        | TBA        |            |

## Épisodes

### Saison 1 (2004–2005)
| # | Titre                                                              | Date de diffusion | Date de diffusion | Code de prod. |
| --- | ------------------------------------------------------------------ | ----------------- | ----------------- | ------------- |
| 1 | La Rencontre Mr. Whiskers's First Friend                           | 21 août 2004      |                   | 101a          |
| Mr. Moustache rencontre Brandy Harrington, et cette dernière lui demande d'allumer la lumière afin qu'elle puisse lire son magazine. Moustache tire accidentellement sur le levier d'ouverture de la soute et atterrissent dans la forêt Amazonienne.                                                            |                                                                    |                   |                   |               |
| 2 | La Nounou des crocos The Babysitter's Flub                         | 21 août 2004      |                   | 101b          |
| Momma Croco est occupée. Elle demande à Brandy si elle veut bien garder ses œufs. Celle-ci accepte, mais lorsque Lola Boa propose d'aller se baigner, elle confie les œufs à Moustache. |                                                                    |                   |                   |               |
| 3 | titre français inconnu To the Moon Whiskers                        | 21 août 2004      |                   | 104b          |
| |                                                                    |                   |                   |               |
| 4 | titre français inconnu Cyranosaurus Rex                            | 21 août 2004      |                   | 104a          |
| |                                                                    |                   |                   |               |
| 5 | Lester contre Moustache Lack of Brains vs. Brawns                  | 21 août 2004      |                   | 102a          |
| Pour gagner l'admiration de Brandy, Moustache se confronte à Lester, le grand singe de la jungle que tout le monde craint. |                                                                    |                   |                   |               |
| 6 | La Soirée pyjama The No Sleep Over                                 | 21 août 2004      |                   | 102b          |
| Brandy désire organiser une petite fête avec ses copines. Moustache se sent rejeté et tente par tous les moyens de se faire inviter. |                                                                    |                   |                   |               |
| 7 | La Diva The Fashion Fascist                                        | 21 août 2004      |                   | 103a          |
| Brandy tente de convaincre tous ses amis de la jungle qu'il manque une chose essentielle à leur bien-être : la mode. |                                                                    |                   |                   |               |
| 8 | Anniversaire dans la jungle Happy Birthdays                        | 21 août 2004      |                   | 103b          |
| Brandy est déprimée car c'est le premier anniversaire qu'elle passe loin de sa famille. |                                                                    |                   |                   |               |
| 9 | Le Grand Bal de la jungle Funky Bunny                              | 28 août 2004      |                   | 105a          |
| Brandy organise le bal des Harrington, une tradition chez les Harrington, et en profite pour apprendre à Moustache les bonnes manières. |                                                                    |                   |                   |               |
| 10 | La Tyrannie de Brandy The Going Bananas Republic                   | 28 août 2004      |                   | 105b          |
| Gaspar s'autoproclame roi de la forêt amazonienne et interdit l'accès au lagon. Brandy tente de convaincre les résidents de la jungle de voter démocratiquement pour leur chef. |                                                                    |                   |                   |               |
| 11 | La Fièvre du jeu Lame Boy                                          | 4 septembre 2004  |                   | 106a          |
| Brandy trouve un jeu vidéo et le donne à Moustache pour qu'il puisse jouer seul et la laisser tranquille. Il en devient néanmoins accro. |                                                                    |                   |                   |               |
| 12 | Félin pour l'autre Taking Paws                                     | 4 septembre 2004  |                   | 106b          |
| Moustache aide un jaguar du nom de Lorenzo, mais ce dernier devient vite envahissant, et Brandy tente de trouver une solution pour le faire partir. |                                                                    |                   |                   |               |
| 13 | Où est passée Lola Boa ? Skin of Eeeeeeeevil!!!                    | 11 septembre 2004 |                   | 107a          |
| Moustache écrase accidentellement la peau muée de Lola, et croit l'avoir tuée. Il tente alors d'incarner Lola pour ne pas éveiller les soupçons chez Brandy. |                                                                    |                   |                   |               |
| 14 | Jalousie A Bunny On My Back                                        | 11 septembre 2004 |                   | 107b          |
| Brandy est tombée sous le charme d'Arturo, dont les cruels desseins n'échappent pas à Moustache. |                                                                    |                   |                   |               |
| 15 | Superstitions Lucky Rabbit's Feet                                  | 18 septembre 2004 |                   | 108a          |
| Moustache se croit chanceux grâce à ses pattes de lapin. |                                                                    |                   |                   |               |
| 16 | titre français inconnu Blind Ambition                              | 18 septembre 2004 |                   | 108b          |
| |                                                                    |                   |                   |               |
| 17 | titre français inconnu Dear Diary                                  | 25 septembre 2004 |                   | 109a          |
| |                                                                    |                   |                   |               |
| 18 | Héros ou Zéro Less than Hero                                       | 25 septembre 2004 |                   | 109b          |
| Brandy organise une banque alimentaire pour les plus démunis, avec l'aide de Moustache. Cependant, ce dernier ruine tout et tente de trouver un moyen de se rattraper. Il décide de devenir un super héros : le Capitaine Fruité.                                                                                |                                                                    |                   |                   |               |
| 19 | Aux petits soins Flim Flam Fever                                   | 2 octobre 2004    |                   | 110a          |
| Pour éviter les corvées quotidiennes, Brandy feint d'être malade. |                                                                    |                   |                   |               |
| 20 | Nouvelles Recrues Private Antics, Major Problems                   | 2 octobre 2004    |                   | 110b          |
| Brandy marche malencontreusement sur une fourmilière. Elle se voit aussitôt enrôlée dans l'armée des fourmis en compagnie de monsieur Moustache. |                                                                    |                   |                   |               |
| 21 | Le Nouveau Voisin The Curse of the Vampire Bat                     | 29 octobre 2004   |                   | 115a          |
| Brandy et Moustache se demandent qui est Vlad, le nouveau voisin. Ils décident de mener l'enquête. |                                                                    |                   |                   |               |
| 22 | La Patte de singe magique The Monkey's Paw                         | 29 octobre 2004   |                   | 115b          |
| Brandy et Moustache découvrent un temple maya. |                                                                    |                   |                   |               |
| 23 | Protection de la nature A Tree Huggin' Bunny                       | 3 novembre 2004   |                   | 112a          |
| Brandy désire abattre un vieil arbre alors qu'il est le refuge de nombreux animaux de la forêt. Monsieur Moustache et ses amis s'opposent à ce projet. |                                                                    |                   |                   |               |
| 24 | La Victoire à tout prix The Big Game                               | 3 décembre 2004   |                   | 112a          |
| Brandy organise un match de cocoball avec les habitants de la jungle. L'équipe de Brandy affronte celle de Gaspard le lézard. |                                                                    |                   |                   |               |
| 25 | Le Traîneau du Père Noël On Whiskers, On Lola, On Cheryl and Meryl | 17 décembre 2004  |                   | 116           |
| Brandy ne supporte pas l'idée de fêter Noël ailleurs que chez elle entourée de sa famille. |                                                                    |                   |                   |               |
| 26 | Plus vraie que nature Pedigree, Schmedigree                        | 28 janvier 2005   |                   | 113a          |
| Gaspard le lézard organise un concours de beauté auquel tous les animaux peuvent participer. Mais Gaspard décide de poser des conditions de participation. Ainsi il décide que seuls les animaux ayant un pedigree pourront concourir. Brandy, en voulant y s'inscrire, découvre qu'elle n'est pas de pure race. |                                                                    |                   |                   |               |
| 27 | Le Lapin hurleur The Howler Bunny                                  | 28 janvier 2005   |                   | 113b          |
| Monsieur Moustache met la pagaille dans la cabane qu'il partage avec Brandy. Celle-ci décide de le mettre à la porte. |                                                                    |                   |                   |               |
| 28 | Un lapin au poil Bad Hare Day                                      | 4 février 2005    |                   | 114a          |
| Brandy ne supporte plus que Moustache lui prenne toujours ses affaires. Elle décide de mettre sa belle écharpe rouge pour aller à un rendez-vous. |                                                                    |                   |                   |               |
| 29 | Moustache mène l'enquête Paw and Order                             | 4 février 2005    |                   | 114b          |
| Tous les animaux de la jungle ont été victimes de vol. En suivant les traces du coupable, ils arrivent chez Brandy. |                                                                    |                   |                   |               |
| 30 | Un copain lapin One of a Kind                                      | 11 mars 2005      |                   | 111a          |
| Tiffany, une petite chienne aussi BCBG que Brandy, est oubliée dans la jungle au cours d'un voyage. |                                                                    |                   |                   |               |
| 31 | titre français inconnu Believe in the Bunny                        | 11 mars 2005      |                   | 111b          |
| |                                                                    |                   |                   |               |
| 32 | titre français inconnu Bad Brandy                                  | 29 mars 2005      |                   | 119a          |
| |                                                                    |                   |                   |               |
| 33 | Deux têtes valent mieux qu'une Two Heads are Not Better Than One   | 29 mars 2005      |                   | 119b          |
| Moustache noie son corps dans un marais et en ressort avec deux têtes. |                                                                    |                   |                   |               |
| 34 | C'est bon pour le moral Trouble in Store                           | 20 mai 2005       |                   | 120a          |
| Moustache est déprimé. Brandy lui conseille d'aller faire les magasins pour se remonter le moral. |                                                                    |                   |                   |               |
| 35 | titre français inconnu Payback                                     | 20 mai 2005       |                   | 120b          |
| Brandy sauve la vie de Moustache, et ce dernier veut lui exaucer ses quatre volontés en guise de gratitude. |                                                                    |                   |                   |               |
| 36 | Mon cochon Harold Mini Whiskers                                    | 2 juin 2005       |                   | 118a          |
| Brandy et Moustache adoptent un bébé cochon qui semble apparemment copier tout ce que Moustache fait. |                                                                    |                   |                   |               |
| 37 | Radio Moustache Radio Free Bunny                                   | 2 juin 2005       |                   | 118b          |
| Moustache avale une météorite, et retransmet alors accidentellement des ondes radio. |                                                                    |                   |                   |               |
| 38 | Caprices de star The Show Must Go Wrong                            | 22 juin 2005      |                   | 117a          |
| Après avoir trouvé une caméra, Brandy décide de faire une vidéo et de l'envoyer pour être secourue. |                                                                    |                   |                   |               |
| 39 | Moustache le grand Whiskers the Great                              | 22 juin 2005      |                   | 117b          |
| Par hasard, Moustache est élu «Grand Bulbeux», le messie d'une secte de la jungle qui vénère l'oignon sauvage. |                                                                    |                   |                   |               |
| 40 | Dans la peau de Brandy Harrington Freaky Tuesday                   | 12 août 2005      |                   | 121a          |
| Brandy et Moustache se confrontent à une thérapeute, Moustache joue le rôle de Brandy, et vice versa, mais il s'avère aller trop loin. |                                                                    |                   |                   |               |
| 41 | Tête vide The Brain of My Existence                                | 12 août 2005      |                   | 121b          |
| Le cerveau de Moustache quitte ce dernier pour réaliser ses rêves. |                                                                    |                   |                   |               |

### Saison 2 (2005-2006)
| # | Titre                                                          | Date de diffusion | Date de diffusion | Code de prod. |
| --- | -------------------------------------------------------------- | ----------------- | ----------------- | ------------- |
| 42 | Le Centre commercial Get a Job                                 | 3 février 2006    |                   | 201a          |
| Brandy et Moustache travaillent au centre commercial, mais Moustache est le seul à travailler. |                                                                |                   |                   |               |
| 43 | Un nouveau toit Jungle Makeover                                | 3 février 2006    |                   | 201b          |
| Brandy et Moustache délimitent leur cabane en deux côtés distincts. |                                                                |                   |                   |               |
| 44 | La Nouvelle Star Pop Goes the Jungle                           | 10 février 2006   |                   | 202a          |
| Brandy participe à un karaoké. |                                                                |                   |                   |               |
| 45 | Loupy prince de la jungle Wolfie: Prince of the Jungle         | 10 février 2006   |                   | 202b          |
| Moustache tente d'apprendre les bonnes manières à Loupy afin que son rendez-vous avec Brandy se passe du mieux possible. |                                                                |                   |                   |               |
| 46 | Cas de conscience The Tell-Tale Shoes                          | 17 février 2006   |                   | 203a          |
| Brandy vole une paire de chaussures, mais se sent coupable. |                                                                |                   |                   |               |
| 47 | Le Temps d'un sourire Time for Waffles                         | 17 février 2006   |                   | 203b          |
| Les habitants de la jungle se mettent à l'hygiène dentaire. |                                                                |                   |                   |               |
| 48 | Un club très fermé Any Club that Would Have Me as a Member     | 24 février 2006   |                   | 204a          |
| |                                                                |                   |                   |               |
| 49 | N'ayons plus peur du ridicule Where Everybody Knows Your Shame | 24 février 2006   |                   | 204b          |
| Brandy se teint accidentellement les cheveux en vert, et subit les brimades des résidents de la jungle. |                                                                |                   |                   |               |
| 50 | Sauveteurs en détresse Better Off Wet                          | 3 mars 2006       |                   | 205a          |
| Brandy et Moustache s'entrainent à devenir sauveteurs, mais Brandy révèle ne pas savoir nager. |                                                                |                   |                   |               |
| 51 | Triangle anguleux Loathe Triangle                              | 3 mars 2006       |                   | 205b          |
| Moustache et Ed se lient contre Margot. |                                                                |                   |                   |               |
| 52 | titre français inconnu Pet Peeves                              | 10 mars 2006      |                   | 206a          |
| |                                                                |                   |                   |               |
| 53 | Belle à tout prix What Price Dignity?! (Cheap!)                | 10 mars 2006      |                   | 206b          |
| Gaspar offre une robe à Brandy à condition qu'elle devienne sa copine le temps que sa mère vienne lui rendre visite. |                                                                |                   |                   |               |
| 54 | Conflit de voisinage You've Got Snail                          | 10 mars 2006      |                   | 207a          |
| |                                                                |                   |                   |               |
| 55 | Le Duel des magiciens The Magic Hour                           | 10 mars 2006      |                   | 207b          |
| Moustache révèle avoir été le lapin d'un magicien, et Gaspar trouve une soi-disant chaussette magique qui force les résidents de la jungle à faire ses quatre volontés. Moustache défie Gaspar à un concours de magie. |                                                                |                   |                   |               |
| 56 | La Nuit des lucioles Net of Lies                               | 24 mars 2006      |                   | 208a          |
| |                                                                |                   |                   |               |
| 57 | titre français inconnu Dog Play Afternoon                      | 24 mars 2006      |                   | 208b          |
| |                                                                |                   |                   |               |
| 58 | Tata Marla Auntie Dote                                         | 31 mars 2006      |                   | 209a          |
| Brandy et Moustache organisent une fête dans leur cabane, mais la fin de soirée s'est avéré mouvementée. Ils font alors appel à une ménagère, tata Marla. |                                                                |                   |                   |               |
| 59 | Le Mauvais Achat Curses!                                       | 31 mars 2006      |                   | 209b          |
| Brandy achète accidentellement une amulette maudite, et Moustache s'y attache. |                                                                |                   |                   |               |
| 60 | Escroquerie Con Hare                                           | 7 avril 2006      |                   | 210a          |
| |                                                                |                   |                   |               |
| 61 | La Leçon de samba Rain Delay                                   | 7 avril 2006      |                   | 210b          |
| Brandy veut prendre des cours de samba avec Tito. |                                                                |                   |                   |               |
| 62 | Sandy et Monsieur Potache Sandy & Mr. Frisky                   | 14 avril 2006     |                   | 211a          |
| Sandy et Monsieur Potache sont une chienne et un lapin exactement pareils que Brandy et Mr. Moustache. Cela commence lorsque Brandy, Moustache, Ed, Lola et Margot jouent ensemble à action ou vérité et entendent quelque chose. Ed croit qu'il s'agit d'un flashback de lorsque Brandy et Moustache étaient tombés de leur avion. |                                                                |                   |                   |               |
| 63 | Tutti Frutti Thinking Outside the Fruit                        | 14 avril 2006     |                   | 211b          |
| |                                                                |                   |                   |               |
| 64 | Rivalités Go! Fight! Win                                       | 21 avril 2006     |                   | 212a          |
| Brandy et Moustache auditionnent pour devenir pom-pom girl/boy. |                                                                |                   |                   |               |
| 65 | Self-défense Class Dismissed                                   | 21 avril 2006     |                   | 212b          |
| Brandy veut participer à des cours de self-défense pour rencontrer des garçons. Moustache lui fait participer à une classe autre que celle qu'elle voulait. |                                                                |                   |                   |               |
| 66 | Retrouvailles Itty Bitty Kitty                                 | 28 avril 2006     |                   | 213a          |
| Moustache trouve un vieux jouet appartenant à Brandy. |                                                                |                   |                   |               |
| 67 | La Fête des amoureux Brandy's Best-Ever Boyfriend              | 28 avril 2006     |                   | 213b          |
| Brandy explique à ses copines qu'elle sort avec une rock-star. Comme il s'agit d'un mensonge, elle doit rapidement s'en trouver une. |                                                                |                   |                   |               |
| 68 | Un problème de taille A Little Problem                         | 5 mai 2006        |                   | 214a          |
| Moustache et Gaspar ne peuvent accéder à une attraction car ils sont trop petits. Ils tentent alors tout, mais ne parviennent à rien. |                                                                |                   |                   |               |
| 69 | Programme détente Stress Test                                  | 5 mai 2006        |                   | 214b          |
| Moustache tente de résoudre les problèmes d'impulsivité de Brandy, mais ne fait qu'empirer la chose. |                                                                |                   |                   |               |
| 70 | titre français inconnu A Really Crushing Crush                 | 12 mai 2006       |                   | 215a          |
| Ed et Lola tombent mutuellement amoureux, alors Brandy essaye d'en faire un couple parfait, tandis que Moustache sabote son projet. |                                                                |                   |                   |               |
| 71 | Cornichon Pickled Tink                                         | 12 mai 2006       |                   | 215b          |
| Brandy hypnotise Moustache, qui fera toutes ses corvées lorsque le mot « Cornichon » sera prononcé. Néanmoins, chaque résident de la forêt emploie ce mot. |                                                                |                   |                   |               |
| 72 | Dans la peau d'un monstre The Monster in My Skin               | 17 juin 2006      |                   | 216a          |
| En jouant avec le maquillage de Brandy, Mr. Moustache développe un bouton et pense devenir un monstre. |                                                                |                   |                   |               |
| 73 | Pêche miraculeuse Dollars and Senseless Violence               | 17 juin 2006      |                   | 216b          |
| Après avoir trouvé un sac de pierres précieuses, Brandy et Moustache se disputent pour savoir quoi en faire. |                                                                |                   |                   |               |
| 74 | Catch à quatre Big Girls Don't Body Slam                       | 21 juin 2006      |                   | 217a          |
| Lorsque Mr. Moustache décide de participer à la fédération de catch dirigée par Gaspar, il fait de Brandy sa partenaire. |                                                                |                   |                   |               |
| 75 | Les Créatures de la forêt I Am Rainfo                          | 21 juin 2006      |                   | 217b          |
| Whiskers trouve un livre intitulé Les créatures de la forêt et lit chaque page. |                                                                |                   |                   |               |
| 76 | La Moustache et la tortue The Tortoise and the Hare-Brain      | 25 août 2006      |                   | 218a          |
| Après s'être fait moquer par des tortues, Mr. Moustache les défie à un match du même type que l'histoire du lièvre et de la tortue. |                                                                |                   |                   |               |
| 77 | La Grenouille fatale Rip Van Whiskers                          | 25 août 2006      |                   | 218b          |
| Mr. Moustache est mordu par une grenouille, et doit « embrasser une jolie fille » avant de tomber dans un sommeil de 50 années. |                                                                |                   |                   |               |